# Јалковец
Јалковец је насељено место у саставу града Вараждина у Вараждинској жупанији, Хрватска. До територијалне реорганизације у Хрватској налазио се у саставу старе општине Вараждин.

## Становништво
На попису становништва 2011. године, Јалковец је имао 1.309 становника.

## Попис1991.
На попису становништва 1991. године, насељено место Јалковец је имало 1.277 становника, следећег националног састава:
| Попис 1991.‍   | Попис 1991.‍ | Попис 1991.‍ | Попис 1991.‍ | Попис 1991.‍ |
| ------------- | ----------- | ----------- | ----------- | ----------- |
|               |             |             |             |             |
| Хрвати        | Хрвати      |             | 1.243       | 97,33%      |
| Срби          | Срби        |             | 6           | 0,46%       |
| Југословени   | Југословени |             | 1           | 0,07%       |
| Мађари        | Мађари      |             | 1           | 0,07%       |
| непознато     | непознато   |             | 26          | 2,03%       |
| укупно: 1.277 |             |             |             |             |